# Мартін Гразе
Мартін Гразе (нім. Martin Grase; 3 травня 1891, Шлохау — 4 серпня 1963, Фрайбург) — німецький воєначальник, генерал піхоти вермахту. Кавалер Лицарського хреста Залізного хреста з дубовим листям.

## Біографія
Учасник Першої світової війни. Після демобілізації армії залишений в рейхсвері, служив в піхоті. З 15 жовтня 1935 по 6 жовтня 1936 року — командир 3-го (єгерського) батальйону 30-го піхотного полку. Отримав підготовку офіцера Генштабу. З 6 жовтня 1936 року — 1-й ад'ютант штабу 1-го армійського корпусу. Учасник Польської кампанії. З 1 березня 1940 року — командир 1-го піхотного полку. Учасник Французької кампанії і Німецько-радянської війни. З 16 січня 1942 по 1 липня 1943 року — командир 1-ї піхотної дивізії, з 1 листопада 1943 року — 1-го, з 1 січня 1944 по 16 лютого 1944 року — 26-го армійського корпусу. З 18 квітня по 16 вересня 1944 року — командувач вермахтом в Бельгії і Північній Франції. З 20 вересня 1944 року — командир 3-го польового єгерського корпусу. З 13 березня 1945 року — генерал частин підтримки порядку у вермахті. 9 травня 1945 року здався в полон союзникам. 20 липня 1947 року звільнений.

## Нагороди
- Залізний хрест
  - 2-го класу (28 вересня 1914)
  - 1-го класу (6 грудня 1916)
- Нагрудний знак «За поранення» в чорному
- Почесний хрест ветерана війни з мечами
- Медаль «За вислугу років у Вермахті» 4-го, 3-го, 2-го і 1-го класу (25 років)
- Застібка до Залізного хреста
  - 2-го класу (24 вересня 1939)
  - 1-го класу (5 липня 1940)
- Лицарський хрест Залізного хреста з дубовим листям
  - лицарський хрест (18 жовтня 1941)
  - дубове листя (№ 248; 23 травня 1943)